# Petyr Popjordanow
Petyr Popjordanow, znany jako Czoczo Popjordanow (bułg. Петър Попйорданов; ur. 11 czerwca 1964 w Sofii, zm. 5 maja 2013 tamże) – bułgarski aktor, syn dyrektora Studia Filmowego Bojana Iwana Popjordanowa.

## Życiorys
W 1989 ukończył studia aktorskie na Akademii Teatralno-Filmowej im. Krystio Sarafowa w Sofii, w klasie Krikora Azariana. Po studiach otrzymał angaż do Teatru Sofia, z którego w 1994 przeszedł do Teatru Narodowego im. Iwana Wazowa.
Na dużym ekranie zadebiutował w 1988 niewielką rolą Kostowa w filmie fabularnym Wczoraj (Вчера). Miał na swoim koncie ponad 30 ról filmowych. Występował także w programie telewizyjnym Klub ILO, realizowanym przez Kanał 1 oraz w telenoweli Huszowe, realizowanej przez tę stację. W latach 1996–1997 był dwukrotnie nominowany do nagrody Askeer, przyznawanej najlepszym aktorom Bułgarii. W 2008 wydał wspomnienia z pracy w filmie.
Zmarł w wyniku urazu głowy, spowodowanego nieszczęśliwym wypadkiem na pogrzebie jego matki.

## Filmografia
- 1988: Вчера jako Kostow
- 1989: Адио, Рио jako śledczy
- 1990: Любовното лято на един льохман jako Sweża
- 1992: Вампири, таласъми jako Gorczo
- 1993: Сезонът на канарчетата jako Iwan
- 1998: Испанска муха jako Milew
- 1999: Дунав мост jako Jimmy
- 1999: Сомбреро блус jako Toszo
- 2000: Хайка за вълци jako Żendo Hajdutina
- 2005: Ostatni bej Bałkanów jako Enver Hoxha
- 2011–2012: Agent pod przykryciem (serial) jako Momcził Neszew